# Базяна
Базяна — река в России, протекает в Республике Татарстан. Правый приток реки Ик.

## География
Река Базяна берёт начало у села Исансупово. Течёт на север. Впадает в Ик ниже деревни Калмурзино. Устье реки находится в 135 км по правому берегу реки Ик. Длина реки составляет 39 км, площадь водосборного бассейна 308 км². В низовьях русло реки заболочено.

## Данные водного реестра
По данным государственного водного реестра России относится к Камскому бассейновому округу, водохозяйственный участок реки — Ик от истока и до устья, речной подбассейн реки — бассейны притоков Камы до впадения Белой. Речной бассейн реки — Кама.
По данным геоинформационной системы водохозяйственного районирования территории РФ, подготовленной Федеральным агентством водных ресурсов:
- Код водного объекта в государственном водном реестре — 10010101312111100028800
- Код по гидрологической изученности (ГИ) — 111102880
- Код бассейна — 10.01.01.013
- Номер тома по ГИ — 11
- Выпуск по ГИ — 1